# Stine Bosse
Stine Bosse (født 21. december 1960 i Virum) er en dansk erhvervsleder, debattør og politiker. Hun har siden juli 2024 været medlem af Europa-Parlamentet for Moderaterne.

## Uddannelse og karriere
Hun er uddannet cand.jur. fra Københavns Universitet i 1987. Herefter hun blev ansat hos Tryg. I 1993 blev hun personalechef, siden personaledirektør og i 1999 direktør i Tryg. Hun tiltrådte i 2003 som koncernchef for forsikringskoncernen TrygVesta. Efter dårlige resultater i Tryg meddelte hun den 11. januar 2011, at hun trådte tilbage. Hun blev afløst af finansdirektør Morten Hübbe.

### Bestyrelsesposter
Bosse bestrider en række bestyrelsesposter, blandt andet i CONCITO, BØRNEfonden, Copenhagen Art Festival, TELE Greenland og Nunaoil. Hun varetager også bestyrelsesposter i Nordea, TDC, Amlin plc, Icopal og Aker ASA. 
Stine Bosse er tidligere formand for Forsikring & Pension og tidligere medlem af bestyrelsen for Grundfos Management A/S, Ejendomsselskabet af 8. maj 2008 A/S samt Poul Due Jensens Fond, der er hovedaktionær i Grundfos. 2012-15 var hun bestyrelsesformand for Det Kongelige Teater. I 2015 blev Stine Bosse valgt til formand for Europabevægelsen. Hun var formand i Europabevægelsen frem til oktober 2022, hvor hun blev afløst af Jens-Kristian Lütken.

### Andre poster og begivenheder
- 2008 blev hun Ridder af Dannebrog
- 2009 udkom hendes biografi 'Det handler om at turde' af Jens Christian Hansen & Christian Nørr på Gyldendal.
- 2010 foråret blev Stine Bosse udnævnt til United Nations Advocate for The Millenium Development Goals
- Time Magazines top-50 over mest magtfulde kvinder lå Stine Bosse på en 33. plads i 2010.
- 2023 fik hun tildelt den tyske orden Verdienstkreuz am Bande.[6]

Bosse var medlem af Velfærdskommissionen, der var nedsat i 2004-06. Hun har siden 2013 været adjungeret professor ved Copenhagen Business School.

## Privatliv
Bosse er datter af Erik Bosse og hustru Brenda f. Palmer Jones (død 1987).
Hun blev gift i august 1994 med adm. direktør Peter Boesen (født 8. maj 1954 i København), søn af søofficer Tage Boesen (død 1983) og hustru Elsa f. Pedersen (død 1991).

## Politisk karriere
I sin ungdom var Bosse formand for en lokalafdeling af DSU.
I august 2023 blev Bosse annonceret som spidskandidat for Moderaterne ved Europa-Parlamentsvalget 2024. Hertil udtalte hun, at hun blev medlem af partiet tre uger før folketingsvalget 2022. Under valgkampen argumenterede Stine Bosse især for styrket sikkerhed i Europa med forsat støtte til Ukraine og et tættere forsvarssamarbejde i EU. Derudover førte hun kampagne på, at EU skulle øge sine klimaambitioner og udbygge grøn energi. Ved valget blev Bosse valgt som partiets eneste kandidat, hvor hun samtidig opnåede det 4. højeste personlige stemmetal på tværs af alle partier med 86.888 stemmer.
Efter valget til Europa-Parlament blev Bosse næstformand for udvalget om miljø, klima og fødevaresikkerhed (ENVI) og næstformand af ENVI's underudvalget om folkesundhed (SANT). Derudover blev Stine Bosse også næstformand for delegationen for Forbindelserne med Det Panafrikanske Parlament.
Efter et halvt år besluttede Europa-Parlamentet, at oprette en udvalg for folkesundhed(SANT), og dermed blev underudvalget til et egentligt udvalg. Stine Bosse blev medlem og anden-viceformand af dette udvalg efter oprettelse.